# 段苏权

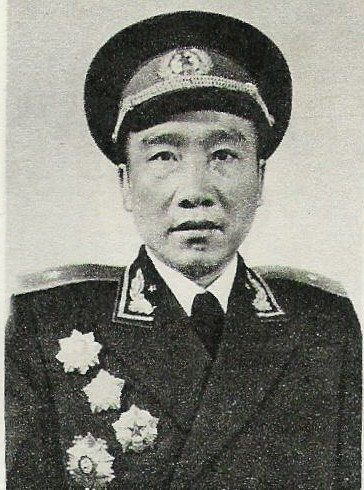
段苏权少将1955年授衔照

段苏权（1916年—1993年），湖南茶陵人，中国人民解放军将领。

## 生平
生于农民家庭，曾读私塾和高等小学。1932年参加中国工农红军。1933年任湘赣军区政治部宣传部部长。1934年任红六军团政治部宣传部部长，参加西征。10月任中共黔东特委书记兼黔东独立师政委，参与领导创建黔东革命根据地。1937年秋入延安抗日军政大学。1942年任中共平北地委书记。
1946年底任冀热察军区司令员兼政委。1947年12月1日任东北野战军第八纵队司令员。锦州战役时，八纵奉命夺取锦州的飞机场，当时锦州有两个飞机场，一个是在锦州城北，靠近金家屯，这是一个旧机场，已经很久没用了；第二个机场在锦州城西北，靠近小岭子一带，这是个新机场，还能用。八纵离旧机场近，九纵离新机场近，八纵打电话问司令部是要打新机场还是旧机场。耽误了封锁机场，敌人空运进来2个团的援军，林彪给军委报告了此事，毛主席批评：大军作战，军令应加严。八纵奉命守卫小紫荆山，前线连长疏忽丢了小紫荆山，八纵没有报告此事，东野从截获的敌人电报里知道此事。罗荣桓表示亲自到八纵督战，一个小时后八纵重新拿回了阵地。扫清锦州外围后，八纵担任总攻锦州时由东向西攻击攻占东半城的任务。二、三纵队由北向南，七、九纵队由南向北攻击。1948年10月14日全线总攻锦州，段苏权指挥八纵攻打东城，由于与敌人主力激战，迟迟未能突破入城。10月18日战后会议受到了批评。
1948年11月任东北军区副参谋长兼作战处长。
1950年进入第一航空学校二期甲班学飞轰炸机驾驶兵科，11月4日正式开学，学制一年半，未飞出来被飞行淘汰，1951年调空军干部部分配工作。1951年参加抗美援朝战争。1955年，授予中国人民解放军少将。
历任中国人民志愿军空军第二军军长、中朝空军联合司令部副司令员等职。后任福州军区副司令员、军政大学副校长、军事学院政治委员等职、第六、七届全国人大常委会委员。1955年，接替徐德操，担任北京军区空军司令员。1957年，由罗元发接任。
有一子段洣毅，为计算机专家。